# Erytroblast
Erytroblast je nezralá červená krvinka nacházející se v kostní dřeni. Vzniká ze společného myeloidního progenitoru a dává vzniku nezralým červeným krvinkám kolujícím v krvi, retikulocytům.

## Vývojové fáze
Vývoj erytroblastu se většinou rozlišuje na čtyři vývojová stádia, vzácně se mezi nimi uvádí i makroblast, někdy nazývaný "velký bazofilní erytroblast". Všechna vývojová stadia jsou charakteristická přítomností buněčného jádra, které je v závěrečné fázi dozrávání vypuzeno z buňky.
| Ilustrace                     | Název                         | Fotografie                    |
| Proerytroblast                | Proerytroblast                |                               |
|                               | Makroblast                    |                               |
| Bazofilní erytroblast         | Bazofilní erytroblast         | Bazofilní erytroblast         |
| Polychromatofilní erytroblast | Polychromatofilní erytroblast | Polychromatofilní erytroblast |
| Ortochromní erytroblast       | Ortochromní erytroblast       | Ortochromní erytroblast       |